# Saint-Pierre-de-Juillers
Saint-Pierre-de-Juillers ist eine französische Gemeinde mit 347 Einwohnern (Stand: 1. Januar 2022) im Département Charente-Maritime in der Region Nouvelle-Aquitaine (vor 2016: Poitou-Charentes); sie gehört zum Arrondissement Saint-Jean-d’Angély und zum Kanton Matha.
Zur Gemeinde gehört die Ortschaft Courgeon.

## Geographie
Saint-Pierre-de-Juillers liegt etwa 75 Kilometer ostsüdöstlich von La Rochelle in der Saintonge. Umgeben wird Saint-Pierre-de-Juillers von den Nachbargemeinden Paillé im Norden, Cherbonnières im Nordosten, Saint-Martin-de-Juillers im Osten, La Brousse im Süden, Varaize im Südwesten sowie Les Églises-d’Argenteuil im Westen und Nordwesten.
Der frühere Militärflugplatz Base aérienne 129 Saint-Jean-d’Angely (1936–1961) wurde in ein Industriegebiet umgewandelt (Le Camp).

## Bevölkerungsentwicklung
| Jahr                       | 1962 | 1968 | 1975 | 1982 | 1990 | 1999 | 2006 | 2019 |
| Einwohner                  | 543  | 473  | 444  | 379  | 366  | 367  | 385  | 348  |
| Quellen: Cassini und INSEE |      |      |      |      |      |      |      |      |

## Sehenswürdigkeiten
- Kirche Saint-Pierre-ès-Liens

Siehe auch: Liste der Monuments historiques in Saint-Pierre-de-Juillers

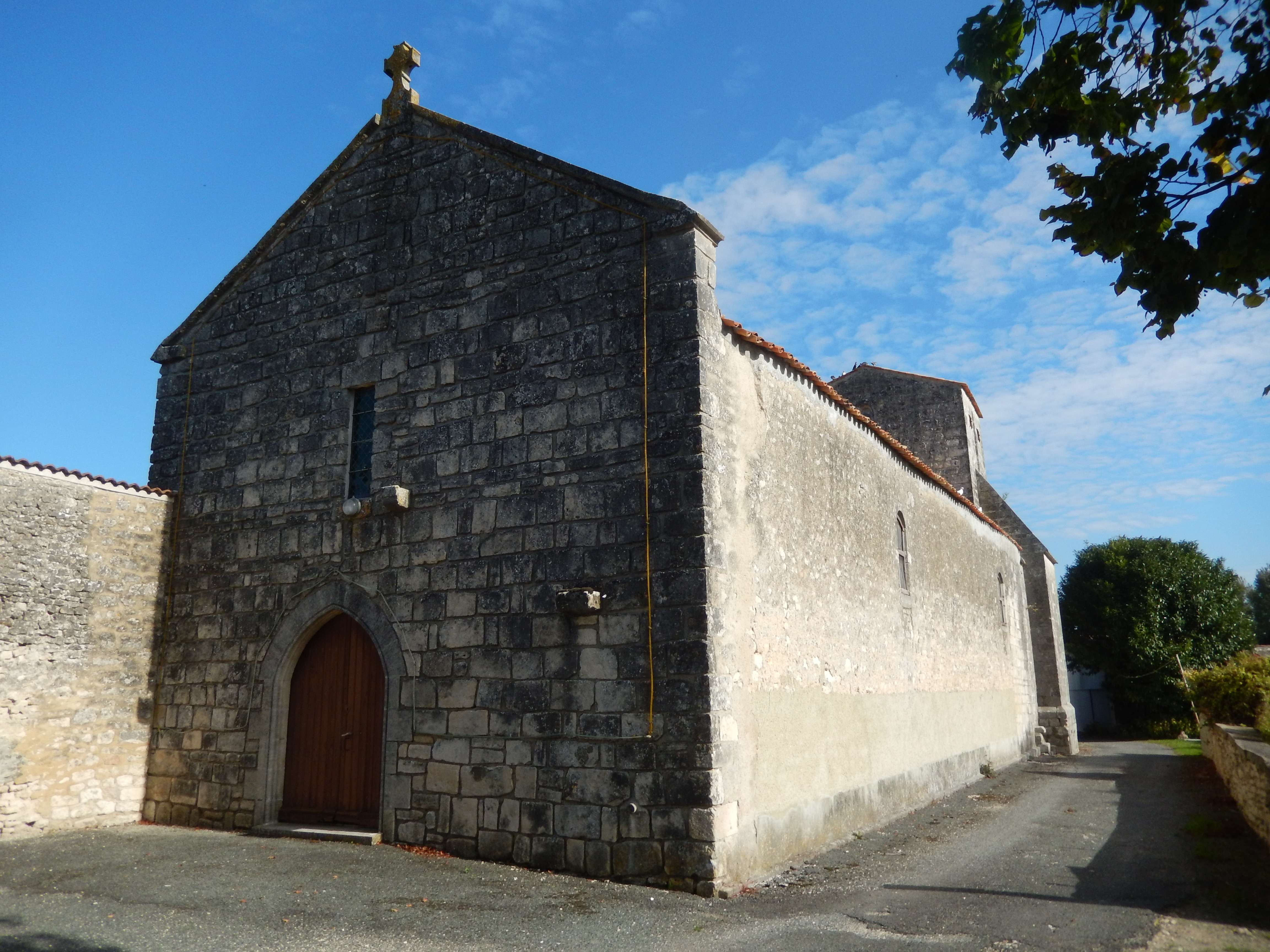
Kirche Saint-Pierre-ès-Liens